# Algidia akaroa
Algidia akaroa is een hooiwagen uit de familie Triaenonychidae. De wetenschappelijke naam van Algidia akaroa gaat terug op Roewer.